# Lili Anna Tóth
Lili Anna Tóth (Dombóvár, 17 de septiembre de 1998) es una deportista de Hungría que compite en atletismo.
Ganó una medalla de bronce en los Juegos Olímpicos de la Juventud de 2014, en la prueba de 2000 m obstáculos. Participó en los Juegos Olímpicos de Tokio 2020, en los 3000 m obstáculos.